# Ekofa Mbungu
Ekofa Mbungu (24 novembre 1948) è un ex calciatore della Repubblica Democratica del Congo, di ruolo attaccante.

## Carriera
Insieme alla Nazionale di calcio della Repubblica Democratica del Congo vinse la Coppa d'Africa 1974 e partecipò, come riserva, al campionato del mondo 1974 senza giocare.

## Palmarès

### Club
- Linafoot: 1

Imana Kinshasa/Motema Pembe: 1974
- Coupe de République démocratique du Congo: 1

Imana Kinshasa/Motema Pembe: 1974

### Nazionale
- Coppa d'Africa: 1

Egitto 1974